# Борик (Баня-Лука)
Борик (серб. Борик) — городской район в городе Баня-Лука (Республика Сербская, Босния и Герцеговина).
Район разделен на:
- Борик I
- Борик II

Борик расположен к востоку от центра города, на левом берегу реки Врбас.
Этот район был построен после разрушительного землетрясения, которое произошло в Баня-Луке в 1969 году.

## Галерея

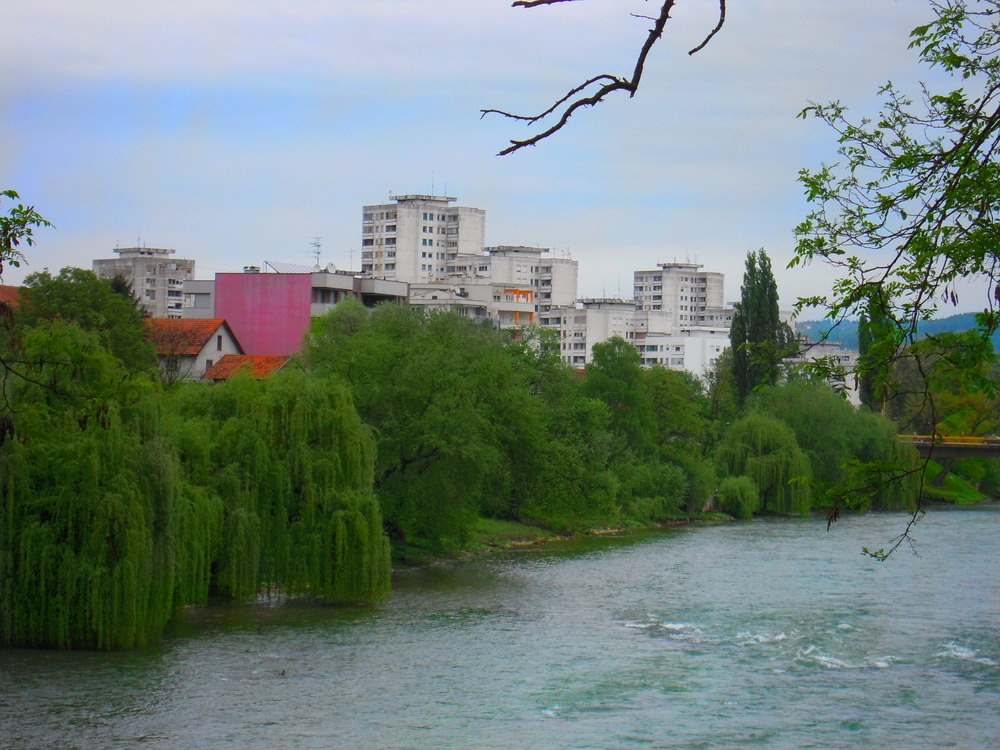
Река Врбас
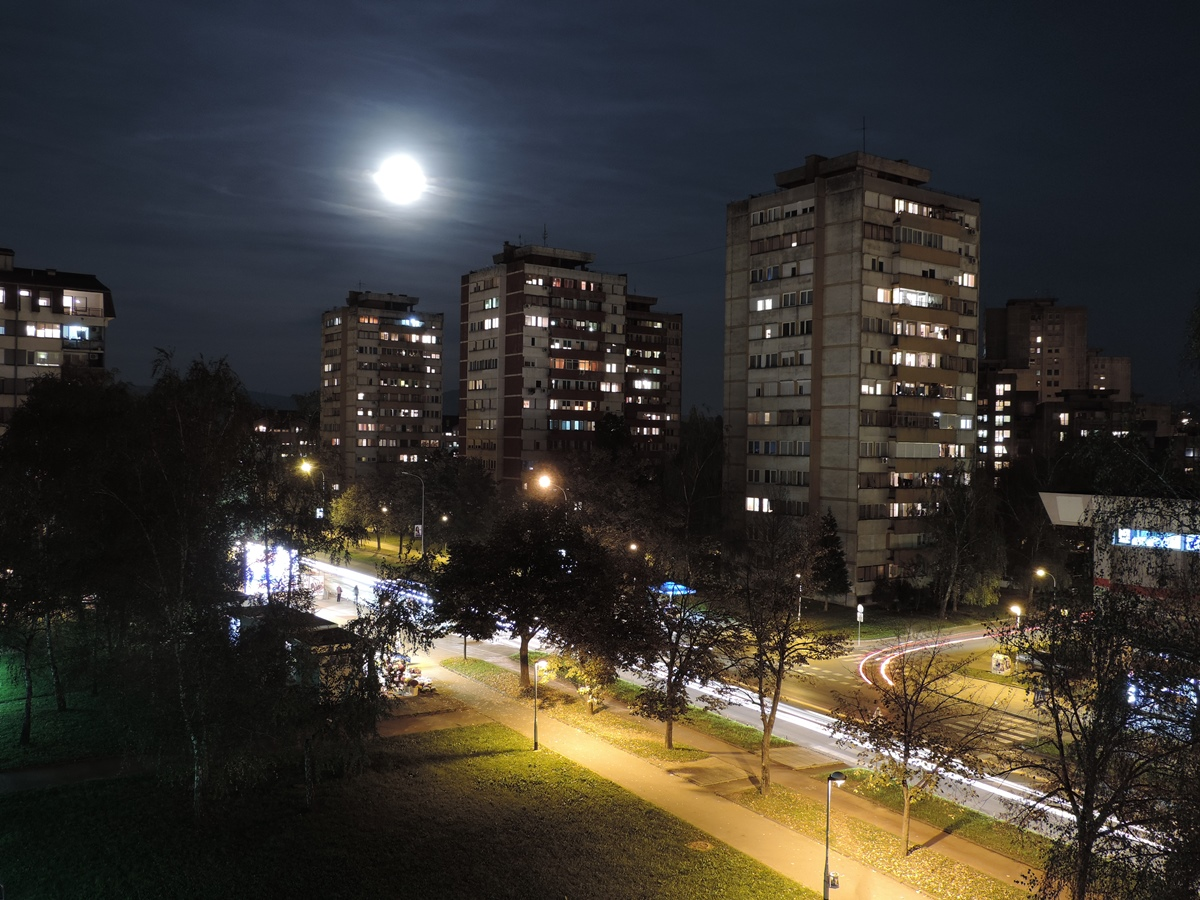
Борик ночью